# Anthony von der Vecken
Anthony von der Vecken (auch: Anton von der Vecken sowie Anthony von der Beeken und Anthony von der Becken; * 1687 in Hamburg; † 1766 in Hannover) war ein deutscher Kaufmann.
1740 ließ sich Anthony von der Vecken durch Gottfried Boy porträtieren.
Von der Vecken war verheiratet mit Anna Maria Schilling (1703–1762). Seine Tochter Margareta Christina von der Vecken heiratete am 27. November 1767 in der Neustädter Hof- und Stadtkirche St. Johannis den späteren Königlich Hannoverschen Hof-Medikus Georg Ludwig Hansen. Seine weitere Tochter Catharina Louise von der Vecken (1637–1816) heiratete den Dichter Johann Anton Leisewitz. Weitere Kinder waren Maria Elisabeth Thorbrüggen, Wilhelmine Friederike von Müller, Margarete Christine von Hansen, Karoline von Langerfeldt, Joh. Ludolf (* 1743; verschollen) sowie Lucia Dorothea von Langerfeldt.
Die in Hannover ansässige Berghandlung, die durch den Hofagenten Gotthilf Friedrich Winkelmann und den Kaufmann Carl Ludwig Vezin vertreten wurde, richtete für ihre Produkte vier Glas-Niederlagen ein, darunter bei Anton von der Vecken Erben in Hannover.
Veckens Familie, darunter „Doctor Hansen“ und „Mademoiselle Vecken“ oder „Madame Thorbrüggen“ stifteten gemeinsam mit zahlreichen anderen Persönlichkeiten der Stadtgesellschaft das von Johann Philipp Ganz entworfene Grabdenkmal für den Arzt Paul Gottlieb Werlhof auf dem Alten St.-Nikolai-Friedhof.